# Copa Mundial Interactiva de la FIFA
La e-Copa Mundial de la FIFA (en inglés FIFA e-World Cup) es la competición de fútbol interactivo más importante del mundo. Es organizada por la FIFA, y se juega desde 2024 en la edición anual del videojuego de eFootball. Anteriormente se disputó en la edición anual del videojuego EA Sports FIFA desde 2004 hasta 2023.
El campeón de la FIWC recibe un trofeo metálico y EUR 500.000. Previamente, también se premiaba al ganador con el derecho de asistir junto a un acompañante a la gala del FIFA Balón de Oro, donde reciben su trofeo y muestran sus habilidades a las grandes estrellas del fútbol mundial.

El torneo consta de una fases en la cual se inscriben millones de participantes, y de una fase final a la cual asisten los mejores, siendo esta fase la única con sede fija. El campeón de la edición de 2023 fue el holandés Manuel Bachoore quien derrotó en la final al australiano Mark Zakhary, mientras que los más veces galardonados fueron el francés Bruce Grannec (2009 y 2013) y el español Alfonso Ramos (2008 y 2012), ambos con 2 títulos.

## Ediciones
| Año  | Sede           | Campeón                   | Res.                     | Subcampeón             | Semifinalistas                            | Videojuego |
| ---- | -------------- | ------------------------- | ------------------------ | ---------------------- | ----------------------------------------- | ---------- |
| 2004 | Zúrich         | Thiago Carrico de Azevedo | 2 - 1                    | Matija Biljeskovic     | Shimane Morekure Yoon Seo-park            | FIFA 04    |
| 2005 | Londres        | Chris Bullard             | 5 - 2                    | Gabor Mokos            | Rubén Morales Zerecero Javier Devis Lara  | FIFA 05    |
| 2006 | Ámsterdam      | Adries Smit               | 6 - 4                    | Wolfgang Meier         | Ragui Yogaranjan Felipe Stoyne            | FIFA 06    |
| 2008 | Berlín         | Alfonso Ramos             | 3 - 1                    | Michael Ribeiro        | Dominik Posch André Buffo                 | FIFA 08    |
| 2009 | Barcelona      | Bruce Grannec             | 3 - 1                    | Rubén Morales Zerecero | Radim Kluka Francisco Cruz                | FIFA 09    |
| 2010 | Barcelona      | Nenad Stojkovic           | 2 - 1                    | Ayhan Altundag         | Bruce Grannec Danny Taylor                | FIFA WC 10 |
| 2011 | Los Ángeles    | Francisco Cruz            | 4 - 1                    | Javier Munoz           | Mark Azzi Adam Winster                    | FIFA 11    |
| 2012 | Dubái          | Alfonso Ramos             | 0 - 0 (4 -3 pen.)        | Bruce Grannec          | Giuseppe Guastella Kai Wollin             | FIFA 12    |
| 2013 | Madrid         | Bruce Grannec             | 1 - 0                    | Andrei Torres Vivero   | AbdulAziz Alshehri Rafael Riobo           | FIFA 13    |
| 2014 | Río de Janeiro | August Rosenmeier         | 3 - 1                    | David Bytheway         | Steven van de Vorst Jorrick Boshove       | FIFA WC 14 |
| 2015 | Múnich         | Abdulaziz Alshehri        | 3 - 0                    | Julien Dassonville     | August Rosenmeier Lyes Ould-Ramoul        | FIFA 15    |
| 2016 | Nueva York     | Mohamad Al-Bacha          | 2 - 2 (v) 3 - 3          | Sean Allen             | Ivan Lapanje Dylan Bance                  | FIFA 16    |
| 2017 | Londres        | Spencer Ealing            | 7 - 5                    | Kai Wollin             | Timo Siep Florian Muller                  | FIFA 17    |
| 2018 | Londres        | Mosaad Aldossary          | 4 - 0                    | Stefano Pinna          | Kurt Fenech Marcus Jørgensen              | FIFA 18    |
| 2019 | Londres        | Mohammed Harkous          | 3 - 2                    | Mosaad Aldossary       | Fouad Fares Nicolás Villalba              | FIFA 19    |
| 2022 | Copenhague     | Umut Gültekin             | 0 - 0 0 - 0 (5 - 4 pen.) | Nicolás Villalba       | Emre Yilmaz Francesco Pio Tagliafierro    | FIFA WC 22 |
| 2023 | Riyadh         | Manuel Bachoore           | 2 - 2 1 - 1 (5 - 4 pen.) | Mark Zakhary           | Francesco Pio Tagliafierro Paulo Henrique | FIFA 23    |

## Palmarés

### Jugadores
| Jugador                   | C | 2º | SF | Años campeón |
| ------------------------- | - | -- | -- | ------------ |
| Bruce Grannec             | 2 | 1  | 1  | 2009 y 2013  |
| Alfonso Ramos             | 2 | 0  | 0  | 2008 y 2012  |
| Mosaad Aldossary          | 1 | 1  | 0  | 2018         |
| Francisco Cruz            | 1 | 0  | 1  | 2011         |
| August Rosenmeier         | 1 | 0  | 1  | 2014         |
| Abdulaziz Alshehri        | 1 | 0  | 1  | 2015         |
| Thiago Carrico de Azevedo | 1 | 0  | 0  | 2004         |
| Chris Bullard             | 1 | 0  | 0  | 2005         |
| Adries Smit               | 1 | 0  | 0  | 2006         |
| Nenad Stojkovic           | 1 | 0  | 0  | 2010         |
| Mohamad Al-Bacha          | 1 | 0  | 0  | 2016         |
| Spencer Ealing            | 1 | 0  | 0  | 2017         |
| Mohammed Harkous          | 1 | 0  | 0  | 2019         |
| Umut Gültekin             | 1 | 0  | 0  | 2022         |
| Manuel Bachoore           | 1 | 0  | 0  | 2023         |
| Rubén Morales Zerecero    | 0 | 1  | 1  | -            |
| Kai Wollin                | 0 | 1  | 1  | -            |
| Nicolás Villalba          | 0 | 1  | 1  | -            |
| Mark Zakhary              | 0 | 1  | 0  | -            |

### Por País
| País            | C | 2º | SF | Años campeón | Años subcampeón | Jugador(es)                                                                             |
| --------------- | - | -- | -- | ------------ | --------------- | --------------------------------------------------------------------------------------- |
| Francia         | 2 | 2  | 4  | 2009 y 2013  | 2012 y 2015     | Bruce Grannec, Julien Dassonville, Dylan Bance y Fouad Fares                            |
| Inglaterra      | 2 | 2  | 2  | 2005 y 2017  | 2014 y 2016     | Chris Bullard, David Bytheway, Sean Allen, Danny Taylor, Adam Winster y Spencer Ealing  |
| Alemania        | 2 | 2  | 2  | 2019 y 2022  | 2010 y 2017     | Ayhan Altundag, Kai Wollin, Timo Seip, Florian Muller, Mohammed Harkous y Umut Gültekin |
| Arabia Saudita  | 2 | 1  | 1  | 2015 y 2018  | 2019            | Abdulaziz Alshehri y Mosaad Aldossary                                                   |
| Países Bajos    | 2 | -  | 3  | 2006 y 2023  |                 | Adries Smit, Manuel Bachoore, Steven van de Vorst, Jorrick Boshove y Emre Yilmaz        |
| España          | 2 | -  | 2  | 2008 y 2012  |                 | Alfonso Ramos, Javier Devis Lara y Rafael Riobo                                         |
| Dinamarca       | 2 | -  | 2  | 2014 y 2016  |                 | August Rosenmeier, Mohamad Al-Bacha y Marcus Jørgensen                                  |
| Estados Unidos  | 1 | 1  | 2  | 2010         | 2008            | Nenad Stojkovic, Michael Ribeiro, Felipe Stoyne y Giuseppe Guastella                    |
| Brasil          | 1 | -  | 2  | 2004         |                 | Thiago Carrico de Azevedo, André Buffo y Paulo Henrique                                 |
| Portugal        | 1 | -  | 1  | 2011         |                 | Francisco Cruz                                                                          |
| México          | - | 2  | 1  |              | 2009 y 2013     | Rubén Morales Zerecero y Andrei Torres Vivero                                           |
| Austria         | - | 1  | 1  |              | 2006            | Wolfgang Meier y Dominik Posch                                                          |
| Argentina       | - | 1  | 1  |              | 2022            | Nicolás Villalba                                                                        |
| Australia       | - | 1  | 1  |              | 2023            | Mark Azzi y Mark Zakhary                                                                |
| Croacia         | - | 1  | -  |              | 2004            | Matija Biljeskovic                                                                      |
| Hungría         | - | 1  | -  |              | 2005            | Gabor Mokos                                                                             |
| Colombia        | - | 1  | -  |              | 2011            | Javier Munoz                                                                            |
| Bélgica         | - | 1  | -  |              | 2018            | Stefano Pinna                                                                           |
| Italia          | - | -  | 2  |              |                 | Francesco Pio Tagliafierro                                                              |
| Sudáfrica       | - | -  | 1  |              |                 | Shimane Morekure                                                                        |
| Corea del Sur   | - | -  | 1  |              |                 | Yoon Seo-park                                                                           |
| Noruega         | - | -  | 1  |              |                 | Ragui Yogaranjan                                                                        |
| República Checa | - | -  | 1  |              |                 | Radim Kluka                                                                             |
| Canadá          | - | -  | 1  |              |                 | Lyes Ould-Ramoul                                                                        |
| Suecia          | - | -  | 1  |              |                 | Ivan Lapanje                                                                            |
| Malta           | - | -  | 1  |              |                 | Kurt Fenech                                                                             |

## Copa Mundial Interactiva de la FIFA 2016

### Fase de grupos
20 de marzo de 2016, Nueva York, Estados Unidos
| Grupo A | Grupo A            | Grupo A | Grupo B | Grupo B            | Grupo B | Grupo C | Grupo C          | Grupo C | Grupo D | Grupo D          | Grupo D | PS4      |
| P       | Jugador            | Pts.    | P       | Jugador            | Pts.    | P       | Jugador          | Pts.    | P       | Jugador          | Pts.    | PS4      |
| 1       | Ivan Lapanje       | 6       | 1       | Michael Ribeiro    | 7       | 1       | Mohamad Al-Bacha | 9       | 1       | Johann Simon     | 7       | PS4      |
| 2       | Giuseppe Guastella | 5       | 2       | Demetri Anastasiou | 5       | 2       | Benedikt Saltzer | 6       | 2       | Emiliano Ruiz    | 5       | PS4      |
| 3       | August Rosenmeier  | 4       | 3       | Arturo Villasenor  | 4       | 3       | Victor Guedes    | 3       | 3       | Abdulaziz Shiddo | 4       | PS4      |
| 4       | Edson Mata         | 1       | 4       | Arthur Dabilgou    | 0       | 4       | Dean Coombes     | 0       | 4       | Rachid Azzahim   | 0       | PS4      |
| Grupo E | Grupo E            | Grupo E | Grupo F | Grupo F            | Grupo F | Grupo G | Grupo G          | Grupo G | Grupo H | Grupo H          | Grupo H | Xbox One |
| P       | Jugador            | Pts.    | P       | Jugador            | Pts.    | P       | Jugador          | Pts.    | P       | Jugador          | Pts.    | Xbox One |
| 1       | Michael Bittner    | 9       | 1       | Khalid Aloufi      | 7       | 1       | Sean Allen       | 9       | 1       | Rodrigo Araujo   | 7       | Xbox One |
| 2       | Ty Walton          | 6       | 2       | Kevin Assia        | 7       | 2       | Dylan Bance      | 4       | 2       | Irving Velázquez | 5       | Xbox One |
| 3       | Stefan Zolker      | 3       | 3       | Javier Álvarez     | 1       | 3       | Niklas Raseck    | 3       | 3       | Oliver Chesses   | 4       | Xbox One |
| 4       | Roberto Ramirez    | 0       | 4       | Darren John        | 1       | 4       | Brian Jaldin     | 1       | 4       | Luke Mitchell    | 0       | Xbox One |

### Fase Final

#### Octavos de final
21 de marzo de 2016, Nueva York, Estados Unidos
| Jugador          | Res       | Jugador            | Consola  |
| ---------------- | --------- | ------------------ | -------- |
| Ivan Lapanje     | 2 - 1     | Benedikt Saltzer   | PS4      |
| Michael Ribeiro  | 4 - 0     | Emiliano Ruiz      | PS4      |
| Mohamad Al-Bacha | 2 - 0     | Giuseppe Guastella | PS4      |
| Johann Simon     | 1 - 0     | Demetri Anastasiou | PS4      |
| Michael Bittner  | 1 - 4     | Dylan Bance        | Xbox One |
| Khalid Aloufi    | 1 - 1 (p) | Irving Velazquez   | Xbox One |
| Sean Allen       | 4 - 2     | Ty Walton          | Xbox One |
| Rodrigo Araujo   | 2 - 0     | Kevin Assia        | Xbox One |

#### Cuartos de final
21 de marzo de 2016, Nueva York, Estados Unidos
| Jugador          | Res   | Jugador         | Consola  |
| ---------------- | ----- | --------------- | -------- |
| Ivan Lapanje     | 2 - 1 | Michael Ribeiro | PS4      |
| Mohamad Al-Bacha | 1 - 0 | Johann Simon    | PS4      |
| Irving Velazquez | 0 - 1 | Dylan Bance     | Xbox One |
| Sean Allen       | 5 - 3 | Rodrigo Araujo  | Xbox One |

#### Semifinales
22 de marzo de 2016, Nueva York, Estados Unidos
| Jugador      | Res   | Jugador          | Consola  |
| ------------ | ----- | ---------------- | -------- |
| Ivan Lapanje | 1 - 2 | Mohamad Al-Bacha | PS4      |
| Sean Allen   | 3 - 0 | Dylan Bance      | Xbox One |

#### Final
22 de marzo de 2016, Nueva York, Estados Unidos
| Jugador                                 | Res                                     | Jugador    |
| --------------------------------------- | --------------------------------------- | ---------- |
| Mohamad Al-Bacha                        | PS4 2 - 2 3 - 3 Xbox One Global: 5* - 5 | Sean Allen |
| (*) Al-Bacha gana por gol de visitante. |                                         |            |

## FIFA eWorld Cup 2018

### Fase de grupos
2 de agosto de 2018, Londres, Reino Unido
| Grupo A | Grupo A          | Grupo A | Grupo B | Grupo B            | Grupo B | Xbox One |
| P       | Jugador          | Pts.    | P       | Jugador            | Pts.    | Xbox One |
| 1       | Kurt Fenech      | 18      | 1       | Mosaad Aldossary   | 18      | Xbox One |
| 2       | Michael Bittner  | 16      | 2       | Spencer Ealing     | 15      | Xbox One |
| 3       | Dani Hagebeuk    | 13      | 3       | Niklas Raseck      | 15      | Xbox One |
| 4       | Pedro Resende    | 12      | 4       | Nawid Noorazi      | 11      | Xbox One |
| 5       | Christian Garcia | 12      | 5       | Luke Craft         | 9       | Xbox One |
| 6       | Marvyn Robert    | 6       | 6       | Josaci Santana     | 7       | Xbox One |
| 7       | Fabio Denuzzo    | 6       | 7       | Lukas Vonderheide  | 4       | Xbox One |
| 8       | Adam Barton      | 0       | 8       | Fouad Fares        | 1       | Xbox One |
| Grupo C | Grupo C          | Grupo C | Grupo D | Grupo D            | Grupo D | PS4      |
| P       | Jugador          | Pts.    | P       | Jugador            | Pts.    | PS4      |
| 1       | Nicolás Villalba | 19      | 1       | Mohammed Harkous   | 15      | PS4      |
| 2       | Stefano Pinna    | 17      | 2       | Marcus Jørgensen   | 12      | PS4      |
| 3       | Philipp Schermer | 10      | 3       | August Rosenmeier  | 11      | PS4      |
| 4       | Henry Blackmore  | 10      | 4       | Tim Katnawatos     | 11      | PS4      |
| 5       | Jimmy Donkers    | 9       | 5       | Corentin Thuillier | 10      | PS4      |
| 6       | Kai Wollin       | 7       | 6       | Andoni Payo        | 8       | PS4      |
| 7       | Ivan Lapanje     | 4       | 7       | Damian Augustyniak | 7       | PS4      |
| 8       | Taichi Aoki      | 4       | 8       | Marvin Hintz       | 5       | PS4      |

### Fase Final

#### Octavos de final
3 de agosto de 2018, Londres, Reino Unido
| Jugador          | Res   | Jugador           | Consola  |
| ---------------- | ----- | ----------------- | -------- |
| Kurt Fenech      | 9 - 7 | Nawid Noorazi     | Xbox One |
| Spencer Ealing   | 3 - 2 | Dani Hagebeuk     | Xbox One |
| Mosaad Aldossary | 5 - 1 | Pedro Resende     | Xbox One |
| Michael Bittner  | 5 - 4 | Niklas Raseck     | Xbox One |
| Nicolás Villalba | 5 - 2 | Tim Katnawatos    | PS4      |
| Marcus Jørgensen | 4 - 3 | Philipp Schermer  | PS4      |
| Mohammed Harkous | 5 - 4 | Henry Blackmore   | PS4      |
| Stefano Pinna    | 8 - 4 | August Rosenmeier | PS4      |

#### Cuartos de final
3 de agosto de 2018, Londres, Reino Unido
| Jugador          | Res   | Jugador          | Consola  |
| ---------------- | ----- | ---------------- | -------- |
| Kurt Fenech      | 4 - 2 | Spencer Ealing   | Xbox One |
| Mosaad Aldossary | 9 - 4 | Michael Bittner  | Xbox One |
| Nicolás Villalba | 2 - 3 | Marcus Jørgensen | PS4      |
| Mohammed Harkous | 5 - 6 | Stefano Pinna    | PS4      |

#### Semifinales
4 de agosto de 2018, Londres, Reino Unido
| Jugador          | Res   | Jugador          | Consola  |
| ---------------- | ----- | ---------------- | -------- |
| Kurt Fenech      | 3 - 4 | Mosaad Aldossary | Xbox One |
| Marcus Jørgensen | 3 - 8 | Stefano Pinna    | PS4      |

#### Final
4 de agosto de 2018, Londres, Reino Unido
| Jugador          | Res                                    | Jugador       |
| ---------------- | -------------------------------------- | ------------- |
| Mosaad Aldossary | PS4 2 - 0 Xbox One 2 - 0 Global: 4 - 0 | Stefano Pinna |

## Copa Mundial Interactiva de Clubes de la FIFA
A partir de 2017, la FIFA organizó un nuevo torneo donde los jugadores representan clubes de fútbol y compiten contra ellos. Cada equipo contrata 1 o 2 jugadores profesionales del videojuego FIFA para que compitan en cada una de las dos divisiones (PlayStation 4 y Xbox One). En la primera edición todos los jugadores y equipos accedieron a la Final en Londres, Reino Unido por medio de invitación. El campeón y subcampeón clasifican, además de obtener un premio en dinero más un trofeo, a la Final de la Copa Mundial Interactiva de la FIFA.
| Año  | Sede    | Campeón                                    | Res.    | Subcampeón                               | Semifinalistas                             | Semifinalistas                             | Videojuego |
| ---- | ------- | ------------------------------------------ | ------- | ---------------------------------------- | ------------------------------------------ | ------------------------------------------ | ---------- |
| 2017 | Londres | Brøndby IF Marcus Jorgensen                | 2:4 6:1 | Olympique Lyonnais Fouad Fares           | New York City FC Christopher Holly         | FC Schalke 04 Tim Schwartman               | FIFA 17    |
| 2018 | París   | Brøndby IF Fatih Üstün Frederik Fredberg   | 1:4 6:0 | Team Envy Marvyn Robert Philipp Schermer | Team Falcon Aldossary Mossad Khalid Aloufi | Mkers Kurt Fenech Daniele Paolucci         | FIFA 18    |
| 2019 | Londres | KiNG eSports Nicolás Villalba Donovan Hunt | 2:0     | Dijon FCO Nathan Gil Aurelien Cheron     | FaZe Clan Lev Vinken Tassan Rushan         | Futbolist Sezer Sabriev Ismail Can Yerinde | FIFA 19    |

## Copa Mundial Interactiva de Naciones de la FIFA
En inglés FIFA eNations Cup, se realizó a partir de 2019. En este torneo, de características más similares a los campeonatos tradicionales de la FIFA, se representan a los países por medio de parejas de jugadores de dicha nacionalidad.
| Año  | Sede       | Campeón                                     | Res. | Subcampeón                                    | Semifinalistas                                           | Semifinalistas                     | Videojuego |
| ---- | ---------- | ------------------------------------------- | ---- | --------------------------------------------- | -------------------------------------------------------- | ---------------------------------- | ---------- |
| 2019 | Londres    | Francia Corentin Thuillier Lucas Cuillerier | 1:0  | Argentina Nicolás Villalba Yago Gabriel Fawaz | Dinamarca Marcus Jørgensen Fatih Üstun August Rosenmeier | Portugal Gonçalo Pinto Diogo Pombo | FIFA 19    |
| 2022 | Copenhague |                                             |      |                                               |                                                          |                                    | FIFA 22    |